# Lijst van nummer 1-hits in de UK Singles Chart in 1989
Deze hits stonden in 1989 op nummer 1 in de UK Singles Chart:
| Datum        | Artiest                                                                              | Titel                                 |
| ------------ | ------------------------------------------------------------------------------------ | ------------------------------------- |
| 7 januari    | Kylie Minogue & Jason Donovan                                                        | Especially for you                    |
| 14 januari   | Kylie Minogue & Jason Donovan                                                        | Especially for you                    |
| 21 januari   | Kylie Minogue & Jason Donovan                                                        | Especially for you                    |
| 28 januari   | Marc Almond & Gene Pitney                                                            | Something's gotten hold of my heart   |
| 4 februari   | Marc Almond & Gene Pitney                                                            | Something's gotten hold of my heart   |
| 11 februari  | Marc Almond & Gene Pitney                                                            | Something's gotten hold of my heart   |
| 18 februari  | Marc Almond & Gene Pitney                                                            | Something's gotten hold of my heart   |
| 25 februari  | Simple Minds                                                                         | Belfast Child                         |
| 4 maart      | Simple Minds                                                                         | Belfast Child                         |
| 11 maart     | Jason Donovan                                                                        | Too many broken hearts                |
| 18 maart     | Jason Donovan                                                                        | Too many broken hearts                |
| 25 maart     | Madonna                                                                              | Like a prayer                         |
| 1 april      | Madonna                                                                              | Like a prayer                         |
| 8 april      | Madonna                                                                              | Like a prayer                         |
| 15 april     | The Bangles                                                                          | Eternal flame                         |
| 22 april     | The Bangles                                                                          | Eternal flame                         |
| 29 april     | The Bangles                                                                          | Eternal flame                         |
| 6 mei        | The Bangles                                                                          | Eternal flame                         |
| 13 mei       | Kylie Minogue                                                                        | Hand on your heart                    |
| 20 mei       | The Christians, Holly Johnson, Paul McCartney, Gerry Marsden & Stock Aitken Waterman | Ferry 'cross the Mersey               |
| 27 mei       | The Christians, Holly Johnson, Paul McCartney, Gerry Marsden & Stock Aitken Waterman | Ferry 'cross the Mersey               |
| 3 juni       | The Christians, Holly Johnson, Paul McCartney, Gerry Marsden & Stock Aitken Waterman | Ferry 'cross the Mersey               |
| 10 juni      | Jason Donovan                                                                        | Sealed with a kiss                    |
| 17 juni      | Jason Donovan                                                                        | Sealed with a kiss                    |
| 24 juni      | Soul II Soul & Caron Wheeler                                                         | Back to life (However do you want me) |
| 1 juli       | The Christians, Holly Johnson, Paul McCartney, Gerry Marsden & Stock Aitken Waterman | Ferry 'cross the Mersey               |
| 8 juli       | Soul II Soul & Caron Wheeler                                                         | Back to life (However do you want me) |
| 15 juli      | Soul II Soul & Caron Wheeler                                                         | Back to life (However do you want me) |
| 22 juli      | Sonia                                                                                | You'll never stop me loving you       |
| 29 juli      | Sonia                                                                                | You'll never stop me loving you       |
| 5 augustus   | Jive Bunny & the Mastermixers                                                        | Swing the mood                        |
| 12 augustus  | Jive Bunny & the Mastermixers                                                        | Swing the mood                        |
| 19 augustus  | Jive Bunny & the Mastermixers                                                        | Swing the mood                        |
| 26 augustus  | Jive Bunny & the Mastermixers                                                        | Swing the mood                        |
| 2 september  | Jive Bunny & the Mastermixers                                                        | Swing the mood                        |
| 9 september  | Black Box                                                                            | Ride on time                          |
| 16 september | Black Box                                                                            | Ride on time                          |
| 23 september | Black Box                                                                            | Ride on time                          |
| 30 september | Black Box                                                                            | Ride on time                          |
| 7 oktober    | Black Box                                                                            | Ride on time                          |
| 14 oktober   | Black Box                                                                            | Ride on time                          |
| 21 oktober   | Jive Bunny & the Mastermixers                                                        | That's what I like                    |
| 28 oktober   | Jive Bunny & the Mastermixers                                                        | That's what I like                    |
| 4 november   | Jive Bunny & the Mastermixers                                                        | That's what I like                    |
| 11 november  | Lisa Stansfield                                                                      | All around the world                  |
| 18 november  | Lisa Stansfield                                                                      | All around the world                  |
| 25 november  | New Kids On The Block                                                                | You got it (The right sstuff)         |
| 2 december   | New Kids On The Block                                                                | You got it (The right sstuff)         |
| 9 december   | New Kids On The Block                                                                | You got it (The right sstuff)         |
| 16 december  | Jive Bunny & the Mastermixers                                                        | Let's party                           |
| 23 december  | Band Aid II                                                                          | Do they know it's Christmas           |
| 30 december  | Band Aid II                                                                          | Do they know it's Christmas           |

1952 ·
1953 ·
1954 ·
1955 ·
1956 ·
1957 ·
1958 ·
1959 ·
1960 ·
1961 ·
1962 ·
1963 ·
1964 ·
1965 ·
1966 ·
1967 ·
1968 ·
1969 ·
1970 ·
1971 ·
1972 ·
1973 ·
1974 ·
1975 ·
1976 ·
1977 ·
1978 ·
1979 ·
1980 ·
1981 ·
1982 ·
1983 ·
1984 ·
1985 ·
1986 ·
1987 ·
1988 ·
1989 ·
1990 ·
1991 ·
1992 ·
1993 ·
1994 ·
1995 ·
1996 ·
1997 ·
1998 ·
1999 ·
2000 ·
2001 ·
2002 ·
2003 ·
2004 ·
2005 ·
2006 ·
2007 ·
2008 ·
2009 ·
2010 ·
2011 ·
2012 ·
2013 ·
2014 ·
2015 ·
2016 ·
2017 ·
2018 ·
2019 ·
2020 ·
2021
- Nederland (Top 40)
- Nederland (Single Top 100)
- Nederland (Verrukkelijke 15)
- Vlaanderen (Radio 2 Top 30)
- Australië
- Duitsland
- Frankrijk
- Italië
- Verenigd Koninkrijk
- Verenigde Staten (Hot 100)